# Vlag van Het Maasterras

Vlag van het waterschap Het Maasterras
(1986-1994)

De vlag van Het Maasterras werd op 25 september 1986 vastgesteld als de vlag van het waterschap Het Maasterras. Vanaf 1994 is de vlag niet langer als de vlag van deze waterschap in gebruik omdat het waterschap Het Maasterras in het nieuwe waterschap Peel en Maasvallei op is gegaan.

## Beschrijving
De beschrijving van de vlag luidde als volgt:
Twee horizontale banen verbonden door een minstens 4 keer gegolfde scheidingslijn; over het geheel een gaffel van meer dan 1/3 vlaglengte met het wapen met een dikte van 1/5 vlaghoogte, blauw op geel en wit op zwart.
De vlag is gebaseerd op het wapen. De ontwerper van de vlag is Hans van Heyningen.

## Symboliek
De gaffel symboliseert de rivier de Maas, die zijrivieren ontvangt. De stroomrichting van de gaffel is van de schuine takken naar de verticale hoofdtak in het hoofd van het wapen - een willekeurige keuze van de ontwerper, de heer Bontekoe. In de vlag is de stroomrichting "met de wind mee" - van hijsen naar vliegen. Om aan te geven dat de gaffel een rivier voorstelt is de scheidingslijn golvend gemaakt; de golven staan binnen rechte lijnen om de kanalisatie van de stromen aan te geven.

## Zie ook

Wapen van Het Maasterras